# Мидлендс (регион)

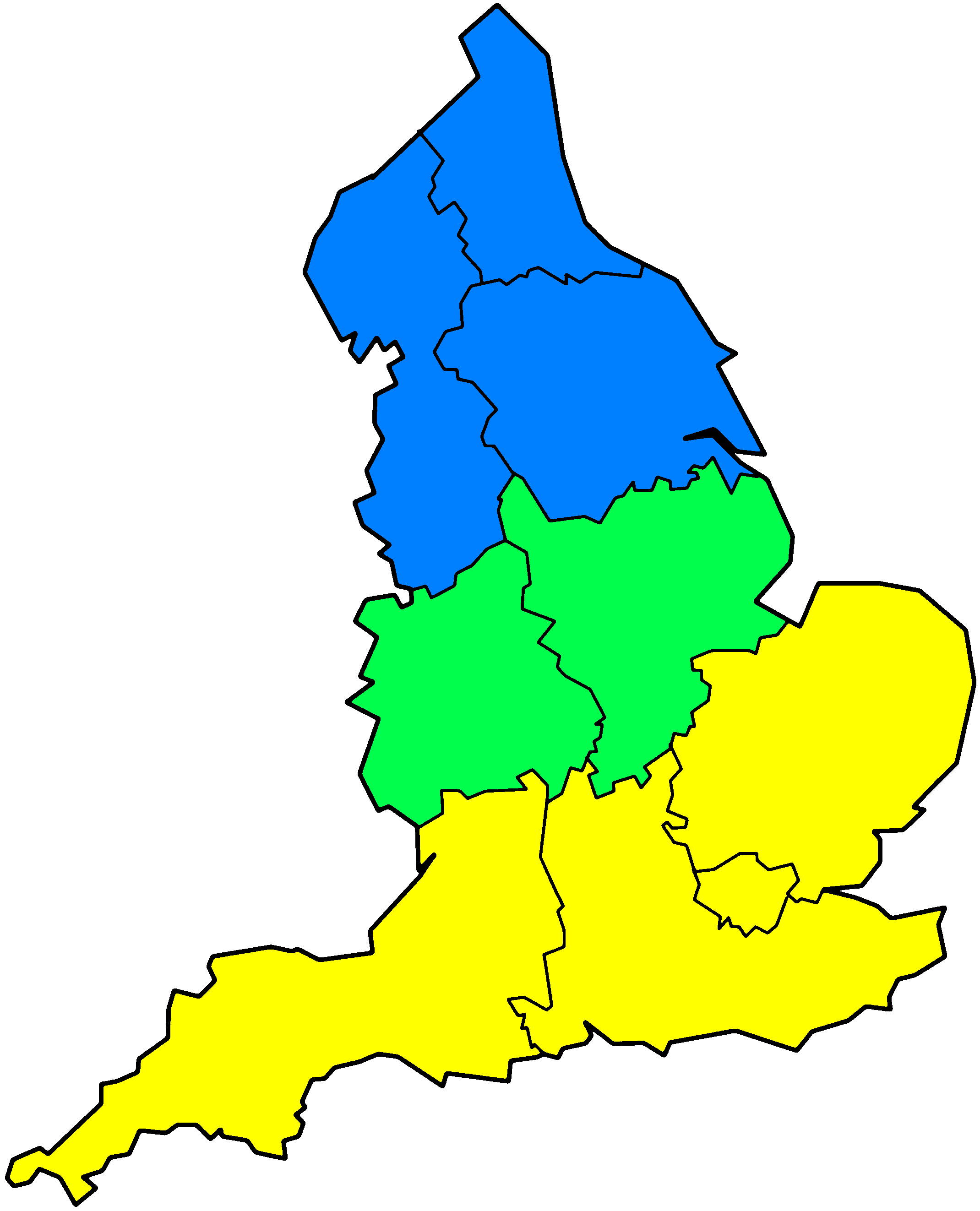
Территория Мидлендса указана зелёным цветом.

Мидлендс (Midlands) — территория Англии, охватывающая её центральную часть вокруг города Бирмингем.

## География
Территория Мидлендса соответствует району, занимающему Среднеанглийскую низменность и являющемуся традиционным центром угледобычи (т. н. «Чёрная страна» — Black Country) и индустрии. Она расположена на расстоянии приблизительно 200 километров к северу от Лондона, между областями Южная Англия и Северная Англия и включает в себя регионы Ист-Мидлендс и Уэст-Мидлендс. Здесь находятся графства Дербишир, Херефордшир, Лестершир, Нортгемптоншир, Линкольншир, Ноттингемшир, Ратленд, Шропшир, Стаффордшир, Уорикшир, Вустершир. В настоящее время к Мидлендсу причисляют также Оксфордшир и Глостершир, в то время как Чешир, являющийся по многим признакам частью Мидлендса, ныне относится к области Северная Англия. Центром области является городская агломерация Бирмингем — Вулвергемптон — Ковентри, в которой проживает несколько миллионов человек.
Мидлендс ограничен Пеннинскими горами на севере, Кембрийскими горами на западе и возвышенностями Котсуолдс и Чилтерн на юге и юго-востоке.
Равнина сложена преимущественно мергелями и глинами триасового возраста. Преобладающие высоты составляют 100—150 м, максимальная отметка — 278 м. Равнина дренируется реками главным образом бассейнов Трента и Северна. Имеются месторождения каменного угля. На возвышенностях встречаются остатки лесов из дуба, бука и граба. Значительную часть территории занимают пастбища и посевы зерновых. Равнина густо заселена, здесь находятся города Бирмингем и Ковентри.

## История
В историческом плане территория Мидлендса в основном соответствует средневековому англосаксонскому королевствому Мерсия. В 1790 году благодаря строительству Оксфордского канала Мидлендс оказался связан водными путями с Лондоном, что дало мощный толчок экономическому развитию региона. На его востоке был образован правительством район интенсивного развития Саут-Мидлендс, в который вошли графства Норгемптоншир, Бедфордшир и северная часть Бэкингемшира. Два последних из них к нынешнему Мидлендсу не относятся.